# 안딩구 (타이난시)

안딩 구의 위치

안딩구(한국어: 안정구, 중국어: 安定區, 병음: Āndìng Qū)는 중화민국 타이난시의 시할구이다. 넓이는 31.27km2이고, 인구는 2015년 8월 기준으로 30,304명이다.

## 지리
안딩 구는 북쪽은 마더우 구, 시강 구와, 동쪽은 산화 구, 신스 구와, 서쪽은 시강 구과 남쪽은 안난 구와 각각 접하고 있다. 자난 평원에 위치하고 있기 때문에 지세는 평탄하고, 구릉지는 존재하고 있지 않다. 쩡원시(曾文溪)가 향내 북부를 흘러 동고서저의 지세를 형성하고 있다.

## 역사
안딩 구는 옛날에는 평포족 시라야족 직가롱사(直加弄社, Tackalan)의 거주지가 있었다. '타카란'이란 시라야족어로 '항구'를 나타내는 말로서, 타이장 내해에 접한 작은 항구가 설치되어 있었다. 정성공의 시대부터 한족의 이주가 진행되어 영정리(永定里)로 불렸고, 청의 통치 초기에 안정리(安定里)로 개칭되었다. 1823년, 증문계의 범람으로 하도가 변경되면서 대량의 토사가 유입해 육지화가 진행되었고, 항만으로서의 기능을 잃어버려 농촌으로 전환했다. 1920년의 타이완 지방제 개편 때, 이곳에 안테이 장(安定庄)이 설치되어 다이난 주 신카 군의 관할이 되었다. 전후에 타이난 현 안딩 향으로 고쳐져 현재에 이르고 있다.

## 교통
- 국도 1호선
- 국도 8호선